# Riegersburg
Riegersburg est une commune autrichienne du district de Südoststeiermark en Styrie.

## Géographie
Riegersburg se trouve à 6,6 km (à vol d'oiseau) au Nord  du centre-ville de Feldbach, et à 39 km à l'Est de celui de Graz. À 26 km à l'Est se trouve Szentgotthárd (Hongrie).
Entre 3,5 et 17 millions d'années, la région était volcanique. La pierre des sols est basaltique, contrairement à celle de Feldbach qui est du tuf. Le château de la ville est perché sur un rocher de basalte.

## Histoire
La région est occupée depuis les temps les plus reculés, et le rocher de basalte qui domine la ville (482 m) connaît une occupation il y a 6 000 ans, puis sert ensuite occasionnellement de refuge aux habitants du secteur. 
La première mention du château construit sur ce rocher, le "Schloss Kornberg (de)", date de 1138. Les travaux débutèrent vers 1100, mais il est possible qu'y existaient déjà des défenses depuis  longtemps. Un deuxième château est construit sur le bord opposé du rocher, entre 1140 et 1150. La fondation de Riegersburg, village qui nait au pied du massif, date de  1140. La première église de 1170. 
En 1412, lors d'une guerre féodale, un des châteaux est assiégé et pris, l'autre capitule ensuite. Ils doivent être rendus à leur propriétaire à la suite de l'intervention de l'empereur Sigismond de Luxembourg.
La région subit de nombreux raids Hongrois et Turcs au XVe et début du XVIe siècle. La ville voisine de Feldbach en pâtie lourdement, mais les deux château de Riegersburg résistent à toute attaque, et se développent. À la fin du XVIe siècle, l'ensemble est réhabilité en palais Renaissance. Au XVIIe siècle, les Turcs restent cependant une menace pour la Styrie, et le château est de nouveau renforcé, jusqu'à devenir, selon le maréchal Raimondo Montecuccoli, "la forteresse la plus puissante du christianisme". Sur 15 hectares, qui s'étendent jusqu'en bas et autour du rocher, il possède six portes et onze bastions, pour un total en murs défensifs de trois kilomètres.
Le premier janvier 2015, deux ex-municipalités furent  intégrées à Riegersburg, ce qui augmenta grandement son territoire.